# Église Saint-Sylvestre de Luzoir
Pour les articles homonymes, voir église Saint-Sylvestre.
L'église Saint-Sylvestre de Luzoir est une église située sur le territoire de la commune de Luzoir, dans le département de l'Aisne, en France.